# Velos (schip, 1906)
De Velos was een in 1906 gebouwd Grieks schip. Het was het eerste schip dat dienstdeed in de Aliyah Bet, de illegale immigratie van Joden naar het Mandaatgebied Palestina.

## Geschiedenis
In 1934 werd de Velos gecharterd door de HeHalutz, een Joodse jeugdbeweging die jonge mensen training gaf om zich te kunnen vestigen in Palestina. Op 26 juli 1934 vertrok het schip met 350 emigranten aan boord vanuit de Griekse havenstad Piraeus. Op 25 augustus kwam het schip ongemerkt in Palestina aan en wisten alle passagiers in Bet Yanay, zes kilometer ten noorden van Netanja aan land te komen.
De activisten van HeHalutz reisden na de succesvolle ontscheping naar de Bulgaarse havenstad Varna, waar ze 318 emigranten aan boord namen. Dit waren voornamelijk Poolse Joden. Op 6 september vertrok de Velos voor een tweede maal naar Palestina, maar werd op 13 november tegengehouden door de Britse blokkade. De Velos keerde terug naar Piraeus, vanwaar de emigranten per schip naar Roemenië werden gebracht en vervolgens per trein naar Polen. Alle 318 teruggestuurde emigranten kregen de kosten van de overtocht terugbetaald.

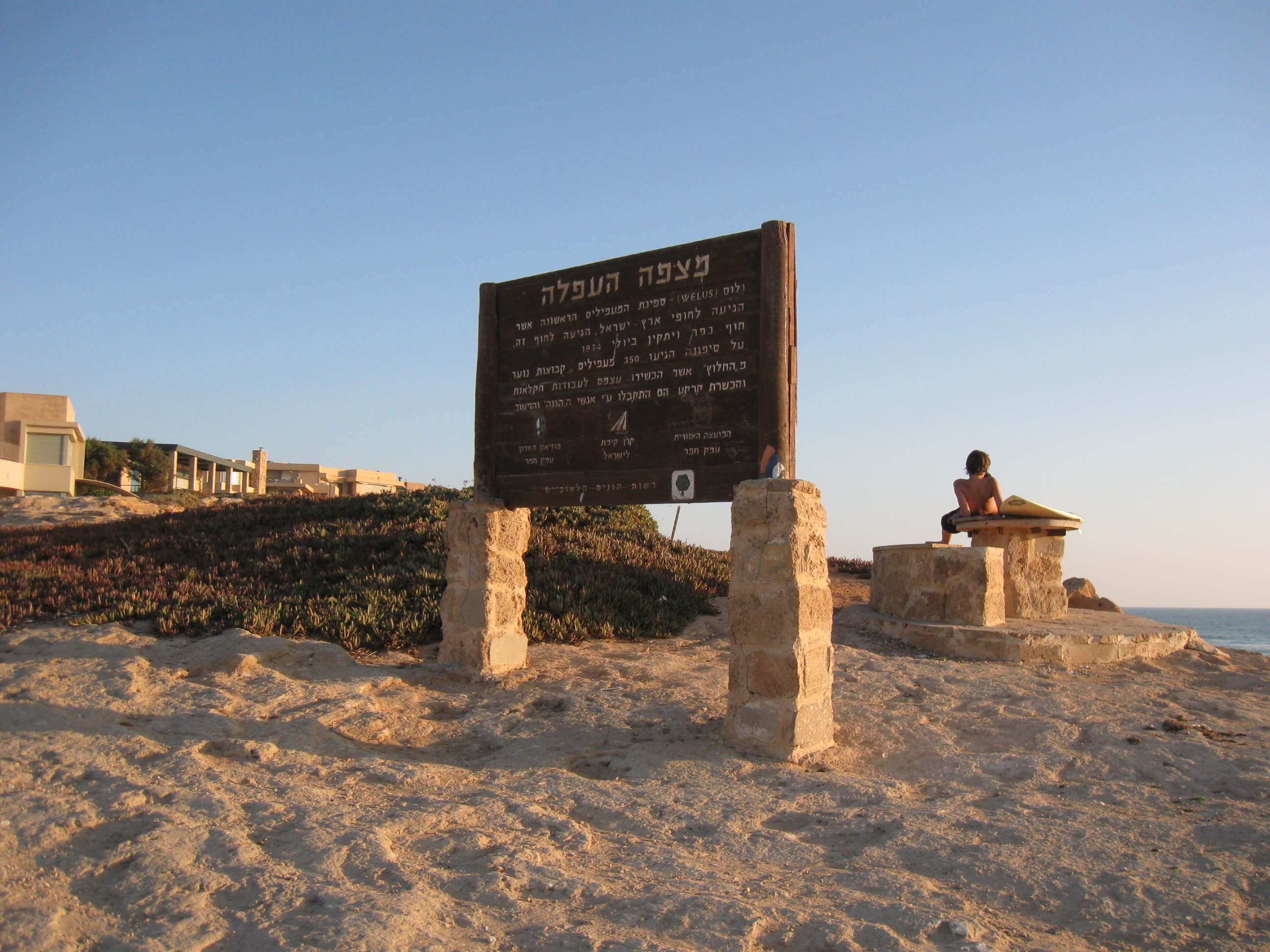
Gedenkplaat van de ontscheping van de Velos in Bet Yanay